# Immediate Music
„Immediate Music“ e американска компания за музикална продукция, разположена в Санта Моника, Калифорния, САЩ.
Компанията е основана през 1993 г. от композиторите и продуценти Джефри Файман и Йоав Горен и е известна със специализираната си библиотека за музика за трейлъри на кинофилми.
„Immediate Music“ е написала и лицензирала музика за над 7000 трейлъри за филми и телевизионни сериали, често записвайки своите произведения с многобройни оркестри и хорове, използвайки най-добрите музиканти и звукорежисьори на филмова музика в развлекателната индустрия.